# Цирконій (підприємство)
Державне науково-виробниче підприємство «Цирконій» (м. Кам'янське, Дніпропетровська область) створене в листопаді 1997 року шляхом виведення зі складу Виробничого об'єднання «Придніпровський хімічний завод». Підприємство є одним з найбільших на території України виробником цирконієво-гафнієвої продукції.
Основне призначення підприємства — випуск продукції, що забезпечує потреби ядерно-паливного циклу, а саме випуск ядерно-чистих металевих цирконію і гафнію, сплавів цирконію з ніобієм. Також ДНІП «Цирконій» виробляє лігатури і сплави на основі цирконію і гафнію з міддю, нікелем, алюмінієм, залізом, а також хімічні з'єднання широкого спектра на основі цирконію і гафнію, такі, як основний карбонат цирконію, діоксиди цирконію різних марок, оксинітрат цирконію, оксихлорид цирконію, ацетат цирконію, тетрафторид цирконію.
ДНВП «Цирконій» перебуває в процедурі банкрутства з червня 2002 року. До кінця 2008 року планується завершити процедуру санації «Цирконію» і включити його до складу створюваного концерну «Ядерне паливо України».